# 악상용어
악상 용어란 음악에서 빠르기나 강약 등을 지시하는 용어다.

## 빠르기말
Lento : 아주 느리게
Grave : 매우 느리게 , 웅장하게
Andante : 느리게 , 느리게 걷는 속도로
Andantino : 조금 느리게
Moderato : 보통 빠르게
Allegratto : 조금 빠르게
Allegro : 빠르게
Vivace : 아주 빠르게,경쾌하게
Presto : 매우 빠르게
Prestissimo : 매우 빠르게.
Con Moto : 움직임을 가지고(빠르게)
Veloce : 빠르게
Ritardando(rit.) : 점점 느리게
Rallentando (ral.) : 점점 느리게
A Tempo: 본래의 빠르기로

## 셈여림
Pianissisimo(ppp) : 매우 여리게
Pianissimo(pp) : 매우 여리게
Pianissisisimo(pppp) : 매우 여리게
Mezzo piano (mp): 조금 여리게
Mezzo forte (mf) :조금 세게
F (forte) :세게
FF (fortissimo) : 매우 세게
FFF (포르티시시모) : 매우 세게
FFFF (포르티시시시모) : 매우 세게
FFFFF(포르티시시시시모) :매우 세게
FFFFFF(포르티시시시시시모) : 매우 세게
FZ (forzando) : 그 음을 특히(!) 세게
RF,RFZ [rinforzando] :그 부분만 힘 있게
Sf(sforzando) : 그 음을 특히 세게
Fp(forte piano) : 그 음만 세게 하고 곧 여리게
Pf (piu forte) : 더욱 세게
^ >  (accent) 그 음만 특히 세게
Crescendo (Cresc.) : 점점 세게
Decrescendo (decresc.) :점점 여리게
Diminuendo(dim.) : 점점 여리게
Calando : 점점 느리고 여리게
Smorzando : 점점 사라지듯이
Penandosi : 점점 사라지듯이
Legato : 부드럽게
Legatissimo : 가장 원활하게
Marcato : 음 하나하나를 강조하여
Sotto voce : 소리를 낮추어 강조하여
Staccato [stacc.] 음을 짧게 끊어서
Mezzo staccato : (스타카토 보다) 음을 조금 길게 끊어서
Staccatisimo : 음을 아주 짧게 끊어서
Tenuto : 음의 길이를 충분히
A la marcia : 행진곡 풍으로
Cantabile : 노래하듯이
Comodo : 여유 있게
Con fuoco : 열정적으로
Dolce : 부드럽게
Energico : 힘차게
Espressivo : 표정이 있는
Grazioso : 우아하게
Leggiero : 가볍고 경쾌하게
Maestoso : 장엄하게
Scherzando : 익살스러운 ,익살스럽게
Vivo : 빠르게 ,생기 있게
A la (a lla) : ~~풍으로
Con : ~~(으)로 ~~(와) 함께
Molto : 아주,매우
Piu :한층 ,더
Poco : 조금
Poco a poco : 조금씩
Quasi : 대체로 , ~~처럼
Sempre : 항상
Simile : 같은